# Raspberry Pi

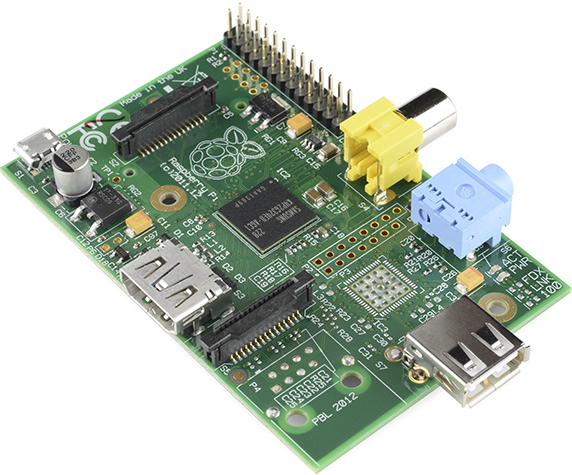
De Raspberry Pi Model A singleboardcomputer uit 2012 op basis van een Broadcom BCM2835 SoC met een 700 MHz ARM1176-processor en 256 MB SDRAM. Aan de bovenkant van de printplaat zit een DSI-display- en een CSI-videocamera-aansluiting.

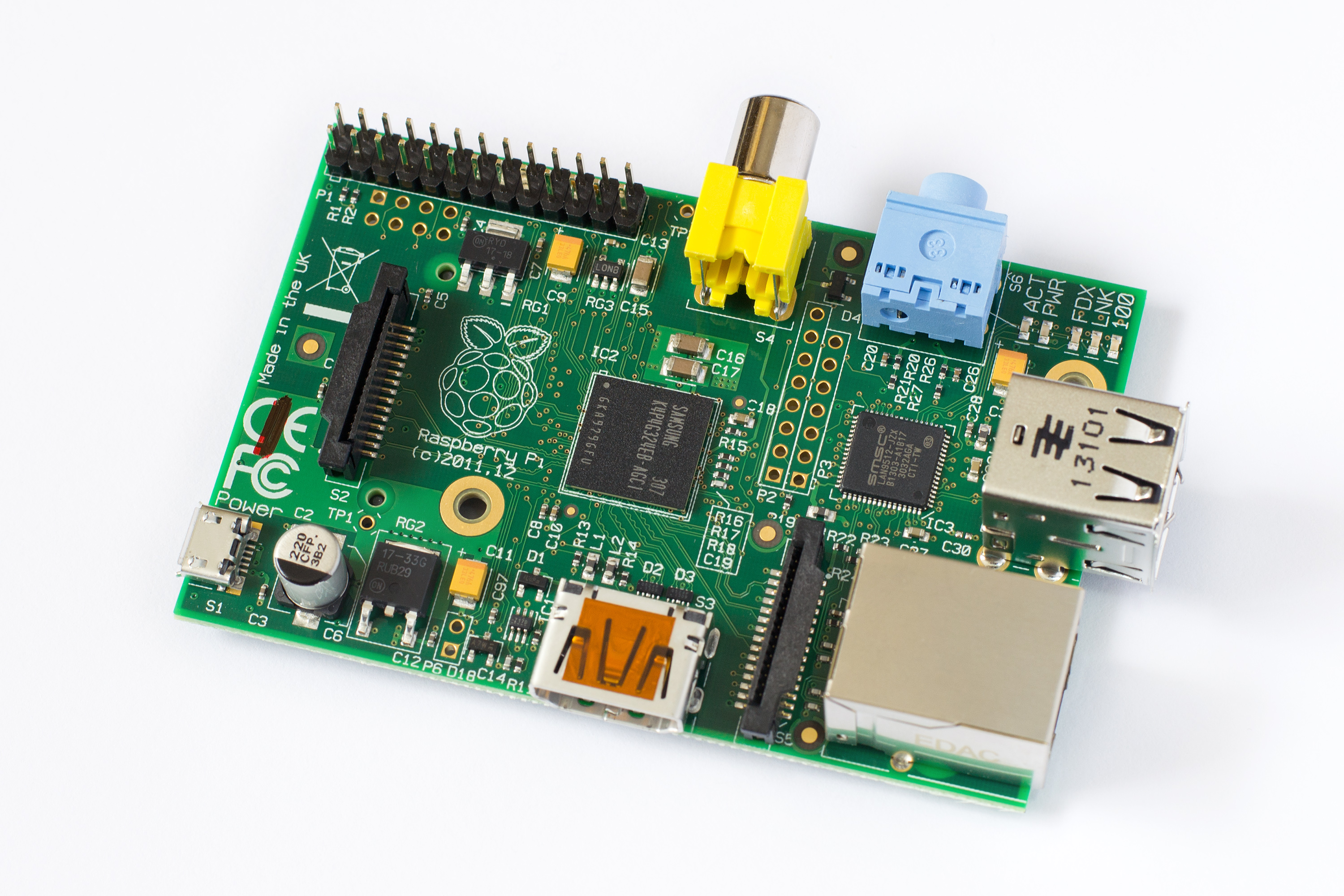
De Raspberry Pi B rev 2 uit 2012 met 512 MB SDRAM, twee USB 2.0 poorten en een RJ-45 10/100 Mbps ethernetaansluiting.

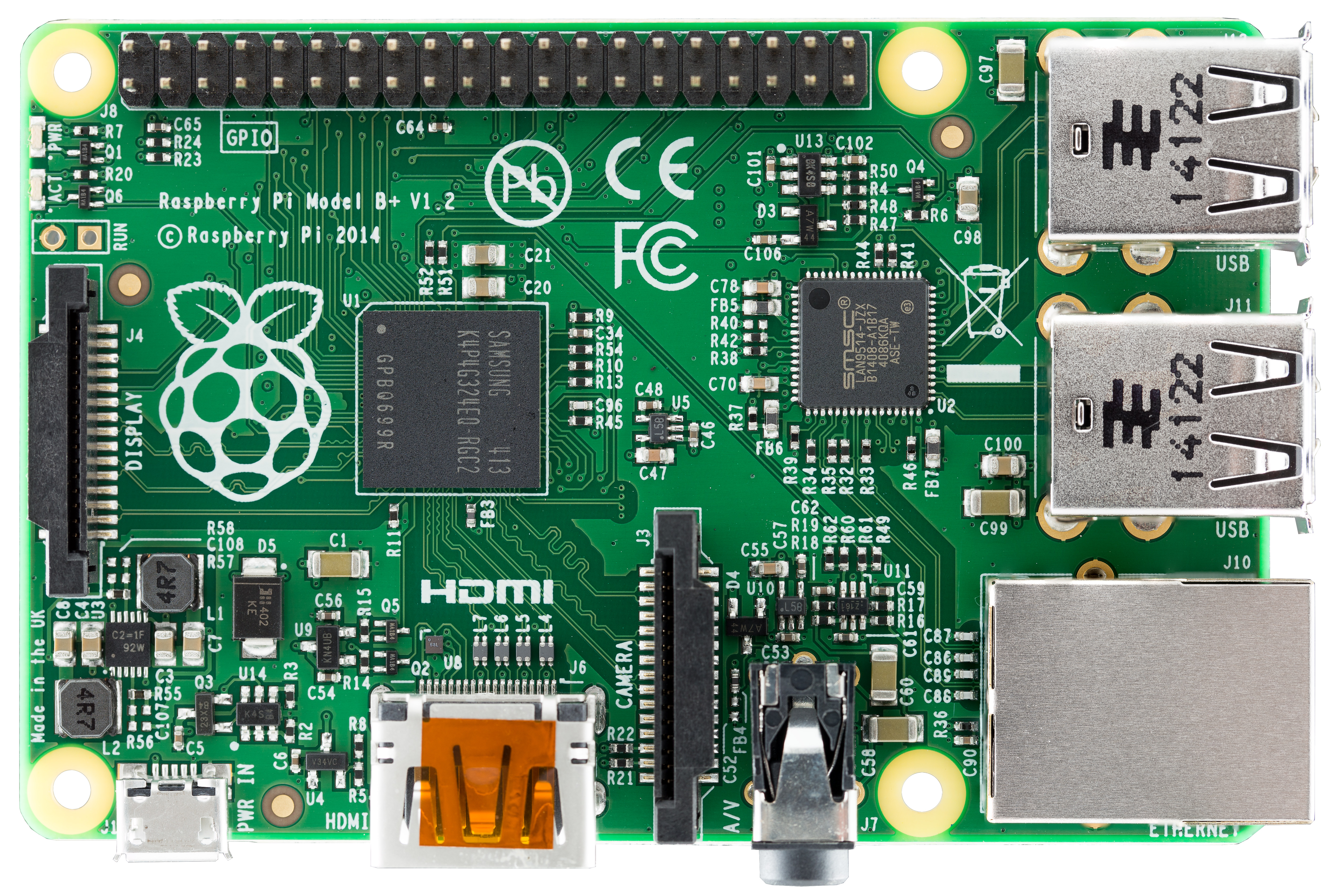
De Raspberry Pi B+ uit 2014 zonder CVBS-aansluiting, met vier i.p.v. twee USB-poorten, een microSD-kaart i.p.v. een SD-kaart en met een 40-pins GPIO-bus een i.p.v. een 26-pins GPIO-bus.

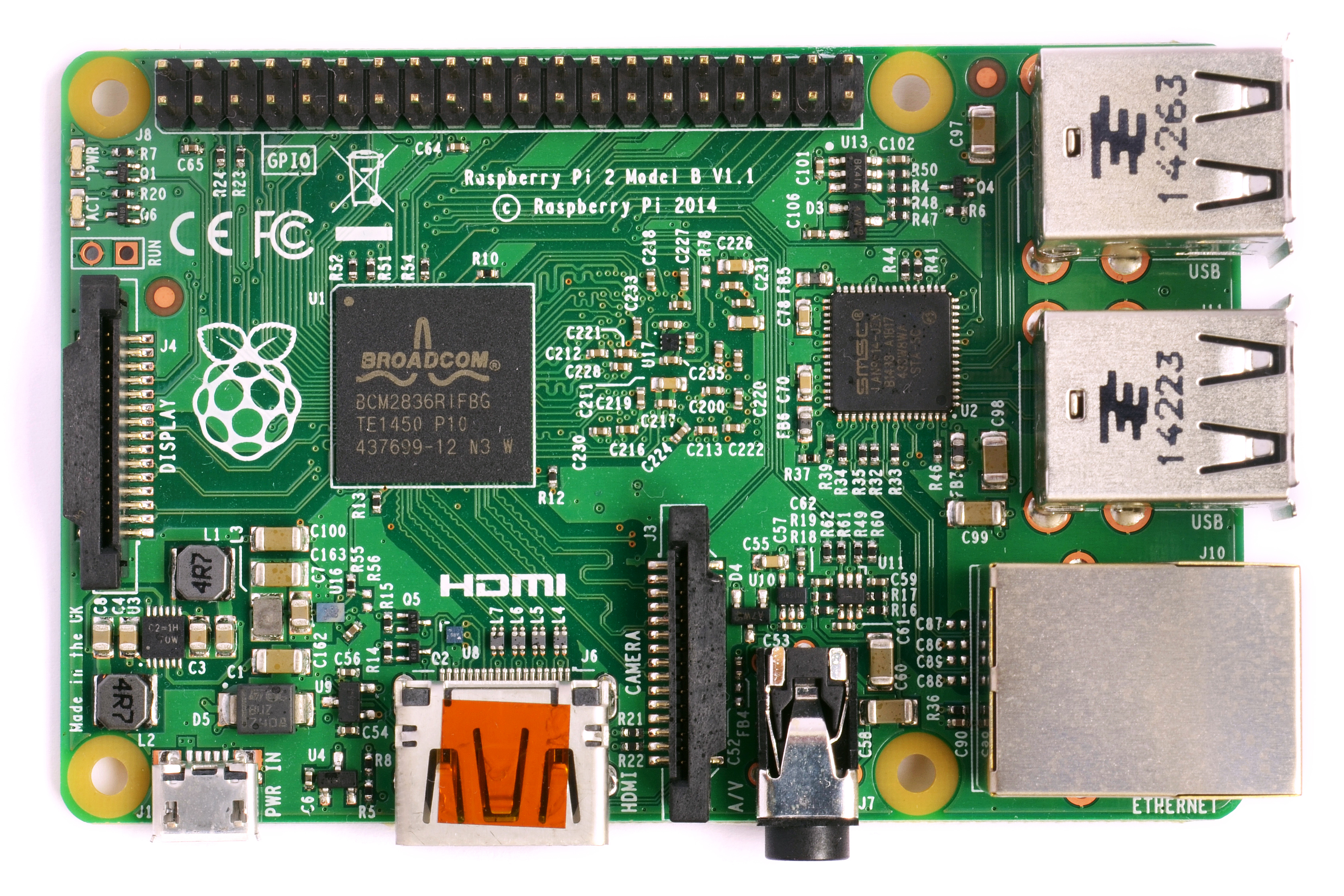
De Raspberry Pi 2 B uit 2015 met een ARM Cortex-A7 quad-core CPU en 1 GB geheugen.

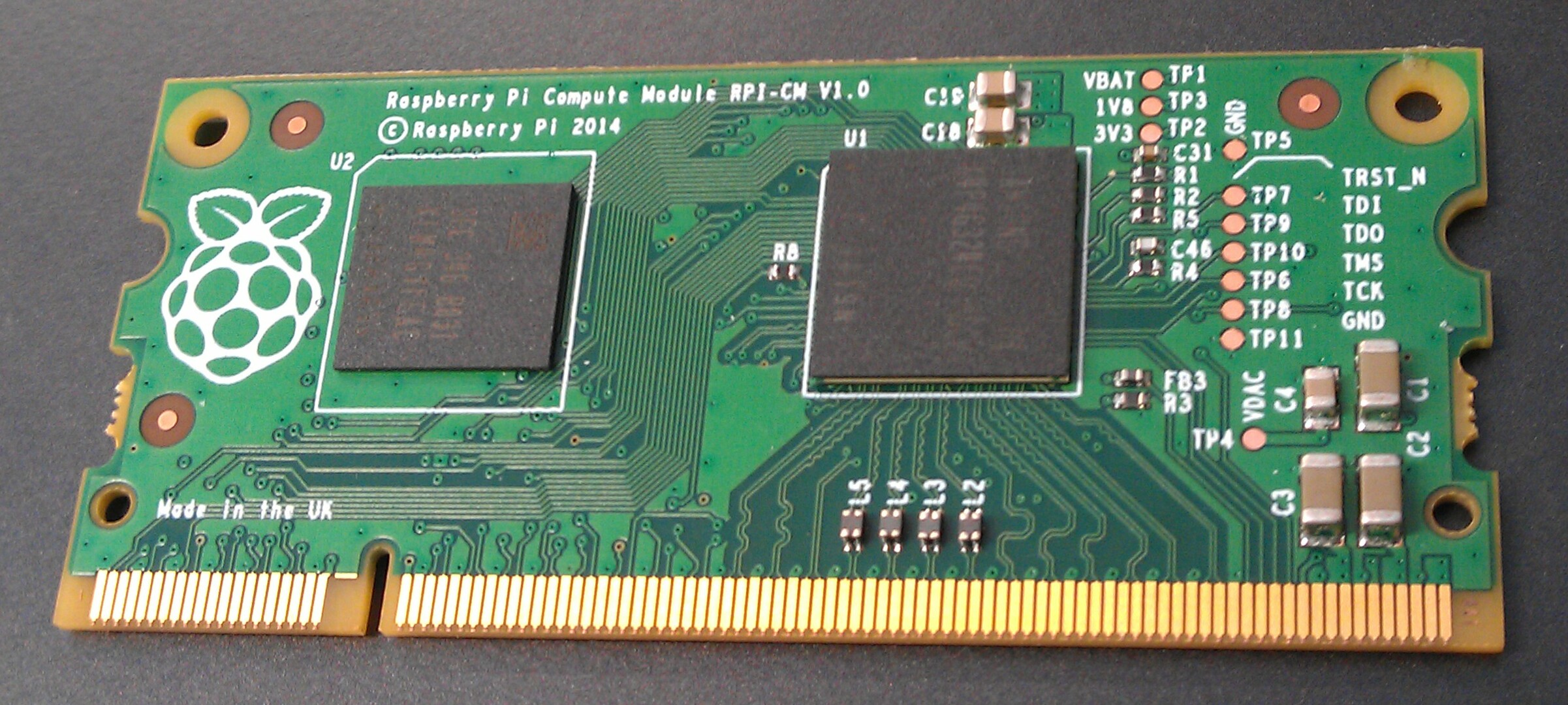
Raspberry Pi Compute Module uit 2014 die in een SODIMM-slot past. De Compute Module is gemaakt om als embedded system toegepast te worden.

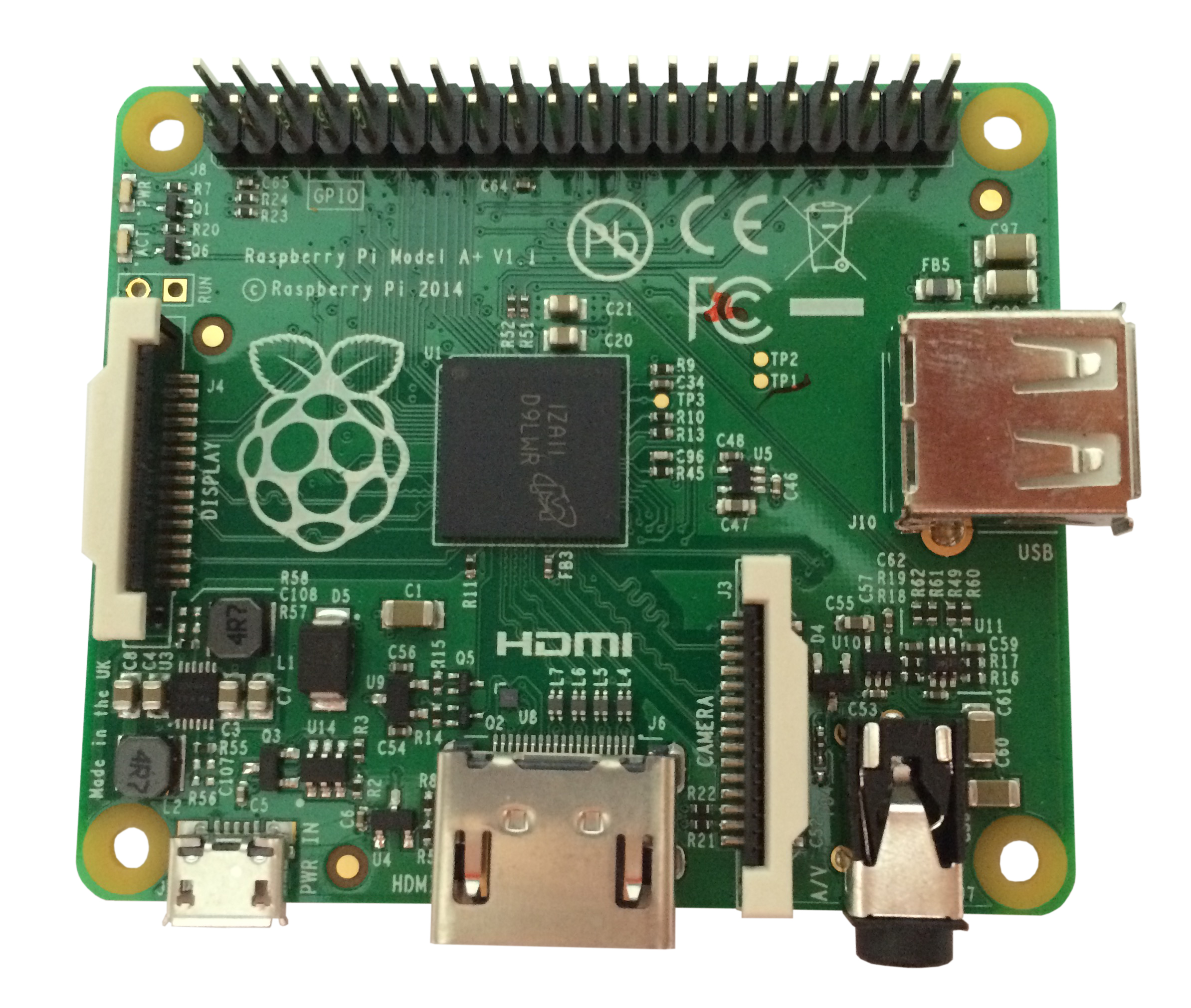
De Raspberry Pi A+ uit 2014 die geschikt is voor HAT-modules.

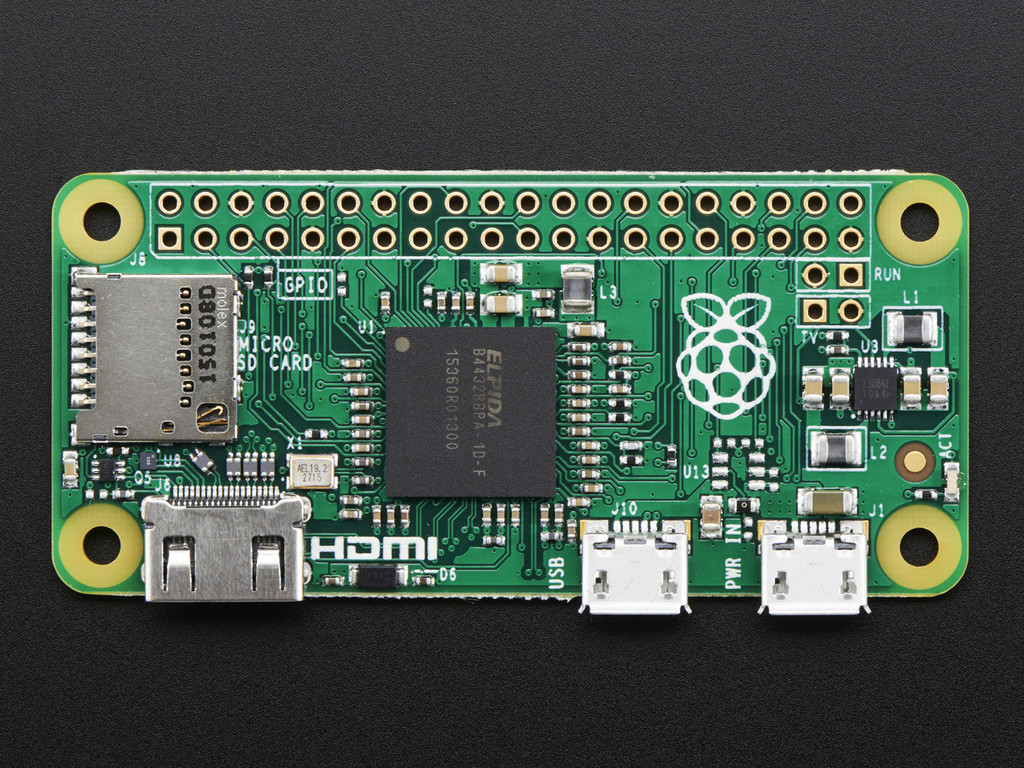
De kleine en goedkope Raspberry Pi Zero uit 2015.

De Raspberry Pi is een singleboardcomputer gebaseerd op een ARM-processor die tegen een minimale prijs wordt vervaardigd en verkocht. De Raspberry Pi bestaat in verschillende versies en werd ontwikkeld aan de Universiteit van Cambridge door de Raspberry Pi Foundation. Het apparaat was bedoeld voor educatieve doeleinden. De productie van de eerste Raspberry Pi Model B werd op 10 januari 2012 gestart. Sindsdien zijn er verschillende modellen en versies uitgebracht.
De hardware van de verschillende versies van de Raspberry Pi kenmerkt zich door een open structuur die lijkt op de open structuur van de eerste IBM Personal Computers. De aanwezigheid van de General Purpose Input/Output (GPIO)-bus maakt het mogelijk om een addon-board aan een Raspberry Pi te koppelen en de aanwezigheid van Universal Serial Bus (USB)-poorten, een Display Serial Interface (DSI)- en een Camera Serial Interface (CSI)-connector maken het mogelijk om meerdere USB-devices en een display en een camera aan het moederbord te koppelen. De addon-boards kunnen gemakkelijk verwisseld worden evenals de microSD-kaart met het live-system en de software.
Eind 2015 was door de Raspberry Pi Foundation een reeks modellen en toepassingen met bijbehorende add-on-boards ontwikkeld. De Raspberry Pi 2 B, of kortweg RPi 2, was begin 2016 het meest verkochte en gebruikte model en de Raspberry Zero is tot op heden het kleinste en goedkoopste model. De RPi 2 is begin maart 2016 opgevolgd door de snellere RPi 3 die uitgebreid is met Wi-Fi en Bluetooth. De RPi 2 en RPi 3 kunnen behalve voor educatieve doeleinden ook als mediacenter of als eenvoudige desktopcomputer voor lichte kantoortoepassingen gebruikt worden.

## Geschiedenis
De eerste concepten ontstonden in 2006 en waren gebaseerd op de Atmel Atmega644-microcontroller. De stichter van de Raspberry Pi Foundation, Eben Upton, werkzaam in de computerindustrie, wist een groep academici en anderen bijeen te krijgen en enthousiast te krijgen voor het project. Doel was kinderen kennis te laten maken met programmeren op eenvoudige wijze, zonder dat grote kosten zouden moeten worden gemaakt.
In augustus 2011 werden de eerste 50 alfaversies geproduceerd. Qua functionaliteit waren deze identiek aan het latere model B. Previews van de mogelijkheden van de chip lieten zien waar deze toe in staat was: er draaide Debian op, Quake 3 functioneerde tegen ongeveer 25 FPS op 1080p en ook 1080p MP4's werd vloeiend afgespeeld dankzij de Broadcom VideoCore IV-GPU. Deze mogelijkheid om hoge kwaliteit video's af te spelen leidde tot het gebruik van de Pi als mediacenter, vaak gebaseerd op XBMC.
Eind 2011 werden 25 model B-bètaversies geproduceerd en getest. Op enkele schoonheidsfoutjes na functioneerde de chip prima. In de eerste week van 2012 werden tien exemplaren geveild op eBay en deze leverden de stichting ruim 16 duizend pond op. De lancering stond gepland voor februari 2012.
De eerste lichting van 10.000 Pi's werd gefabriceerd in Taiwan en China, in plaats van in het Verenigd Koninkrijk. Deze keuze werd hoofdzakelijk bepaald door de veel kortere levertijd; 4 weken in Azië tegenover 12 weken in Engeland en lagere prijs. De productie liep enige vertraging op door foutieve ethernetpoorten, er werd gebruikgemaakt van een niet-magnetische waar een magnetische nodig was.
De verkoop startte op 29 februari 2012. Op hetzelfde moment werd bekendgemaakt dat het model A dezelfde hoeveelheid geheugen zou krijgen als het duurdere model B; 256 MB in plaats van 128 MB. De Pi kon besteld worden op twee websites, namelijk Premier Farnell en RS Components. Beide sites gingen op de eerste dag offline door de enorme hoeveelheid verkeer die werd geproduceerd vlak na lancering. Tienduizend exemplaren waren geproduceerd. De vraag lag vele malen hoger; meer dan 2 miljoen bestellingen werden geplaatst in de voorverkoop. Op 16 april 2012 ontvingen de eerste klanten ook daadwerkelijk hun Raspberry Pi.
Op 14 juli 2014 werd een verbeterde versie van de Raspberry Pi model B geïntroduceerd: model B+. Deze kost evenveel als model B, die in productie zal blijven zolang er vraag is. Model B+ heeft verbeteringen ten opzichte van model B, zoals 40 pinnen op de GPIO-aansluiting in plaats van 26, 4 USB-poorten in plaats van 2, een microSD-slot, betere audio en een lager energieverbruik.
Op 26 november 2015 werd de Raspberry Pi Zero aangekondigd: een computer die slechts 5 dollar kost. Deze heeft een Broadcom BCM2835 application processor met 1 GHz ARM11 core (40% sneller dan de Raspberry Pi 1), 512MB LPDDR2 SDRAM, een micro-SD-slot, een mini-HDMI-aansluiting met 1080p60-video-output, twee micro-USB-aansluitingen voor data en voeding, een 40-pin GPIO-aansluiting zonder de pinnen (lay-out identiek aan Model A+/B+/2B) en een composiet-video-aansluiting zonder de connector. De pinnen en de connector kunnen er desgewenst later zelf op gesoldeerd worden. Het formaat bedraagt 65mm x 30mm x 5mm, de kleinste Raspberry Pi ooit.

## Moederborden en CPU's
Een Raspberry Pi singleboardcomputer bestaat uit een kleine printplaat met een Broadcom SoC, elektronische componenten en een aantal chassisdelen voor connectoren waarmee onder meer een toetsenbord en een monitor aangesloten kunnen worden. De Broadcom SoC's zijn geïntegreerde systemen rond een ARM RISC-processor en een GPU die omringd worden door een aantal perifere controllers en schakelingen. Na de introductie in 2012 hebben de eerste modellen van de Raspberry Pi zich in verschillende richtingen verder ontwikkeld.

### Eerste generatie
Bij de introductie in 2012 kwamen een Model A- en een Model B-versie van de Raspberry Pi op de markt.

#### Raspberry Pi A
De Raspberry Pi A is opgebouwd rond de Broadcom BCM2835 SoC. De SoC in de Pi A beschikt over een werkgeheugen van 256 MB. Op de printplaat bevinden zich de volgende aansluitingen:
- een USB-poort en een SD-slot voor een verwisselbaar opslagmedium,
- een microUSB-poort voor de aansluiting van de voeding,
- een HDMI- en een CVBS composiet-video-aansluiting,
- een 3,5 mm jackplug als audio-uitgang mits CVBS wordt gebruikt,
- een gecombineerde 26-pins GPIO/UART/SPI/I2C-bus,
- een DSI-bus en een CSI-bus voor het aansluiten van een display en een camera.[3][4]

#### Raspberry Pi B
De Raspberry Pi B heeft de beschikking over een USB 2.0 hub en een 10/100 Mbps ethernetcontroller door de toevoeging van de LAN9514-microchip op de printplaat. Door de uitbreiding met de LAN9514-chip kunnen extra USB-poorten en een RJ-45-aansluiting voor een netwerkverbinding aan de printplaat toegevoegd worden. De Raspberry Pi B beschikt over een werkgeheugen van 512 MB.

### Tweede generatie
In 2014 kwamen de Raspberry Pi A+ en B+, de Compute Module en een aantal addon-boards voor de Pi A+ en Pi B+ op de markt. In de ontwerpen voor de modellen uit deze tweede generatie waren een aantal belangrijke veranderingen doorgevoerd.

#### Raspberry Pi A+ en B+
Bij de overgang naar de A+- en B+-versies verdween het CVBS-chassisdeel van de printplaat en werden de microUSB-poort en de ingang voor de 3,5 mm-jackplug en het CVBS-chassisdeel verplaatst naar de zijde waar zich bij Model A alleen de HDMI-aansluiting bevond. Verder werd de SD-kaart door een microSD-kaart vervangen.
De 26-pins GPIO-bus aan de rand van de printplaat werd vervangen door een 40-pins GPIO-bus. Ten opzichte van de positie van de 40 pins-bus werden vier posities voor de bevestigingsgaten in de printplaat vastgelegd. De Raspberry Pi B+ kreeg bovendien vier USB-poorten i.p.v. twee en de Pi B+ had een printplaat op creditcardformaat, d.w.z. een iets grotere printplaat dan de nieuwe Raspberry Pi A+.

#### HAT en addon-boards
De functies van de pennen van de 40 pins-GPIO-bus en de posities van de bevestigingsgaten in de printplaat werden bij de introductie van de Pi A+ en B+ gestandaardiseerd. Hierdoor werd de ontwikkeling van Hardware Attached on Top (HAT) en het ontwerpen van verschillende behuizingen voor de nieuwe systemen gemakkelijker.

### Derde generatie
In 2015 kwamen de Raspberry Pi 2 B, of kortweg RPi 2, en de Raspberry Pi Zero uit. In maart 2017 werd de RPi 2B opgevolgd door de RPi 3B, In 2018 kwam de opvolger van de 1A uit, de 3A, en de 3B+.

#### Raspberry Pi 2
Het verschil tussen de eerdere B+ en de 2 B zit in de Broadcom BCM2836 SoC die de BCM2835 vervangt die in alle eerdere modellen gebruikt wordt. De nieuwe Broadcom-processor is opgebouwd rond een ARM Cortex-A7 quad-core-CPU en beschikt over een werkgeheugen van 1 GB. Bovendien heeft de Cortex-A7 in de Pi 2 een ARMv7-processorarchitectuur tegenover de ARMv6-architectuur van de ARM1176-processor die in de SoC van de Pi B+ zit.
Sinds november 2016 wordt de Pi 2 uitgerust met een BCM2837

#### Raspberry Pi Zero
De printplaat van de Raspberry Pi Zero is aanzienlijk kleiner dan die van de Pi A en de Pi A+. De Pi Zero kan als de snelle, zuinige en goedkope opvolger van de Pi A+ beschouwd worden omdat zijn BCM2835-chip op een klokfrequentie van 1 GHz draait en omdat hij beschikt over 512 MB werkgeheugen. De Pi Zero beschikt over een mini HDMI-aansluiting, twee microUSB-aansluitingen, waarvan er een voor de voeding gebruikt wordt, een 40 pins-GPIO-aansluiting, een pad voor een composiet-video-uitgang en sinds V1.3 een CSI-bus voor het aansluiten van een camera.

#### Raspberry Pi Zero W
De Raspberry Pi Zero wireless kwam eind februari 2017 uit. Ten opzichte van de Raspberry Pi Zero is nu de Broadcom BCM43438-microchip toegevoegd die de RPi Zero W van een Wi-Fi 802.11n 2,4 GHz- en een Bluetooth 4.1 Low Energy (BLE)-verbinding voorziet.

#### Raspberry Pi 3
De RPi 3 is de snelle opvolger van de RPi2 die op een BCM2837 SoC met een 1,2 GHz 32/64-bit-quad core-processor draait. De quad core ARMv7 Cortex-A7-processor in de RPi 2 is in de RPi 3 vervangen door een quad core ARMv8 Cortex-A53. Bovendien is de Broadcom BCM43438-microchip toegevoegd die de RPi 3 van een Wi-Fi 802.11n 2,4 GHz- en een Bluetooth 4.1 Low Energy (BLE)-verbinding voorziet.

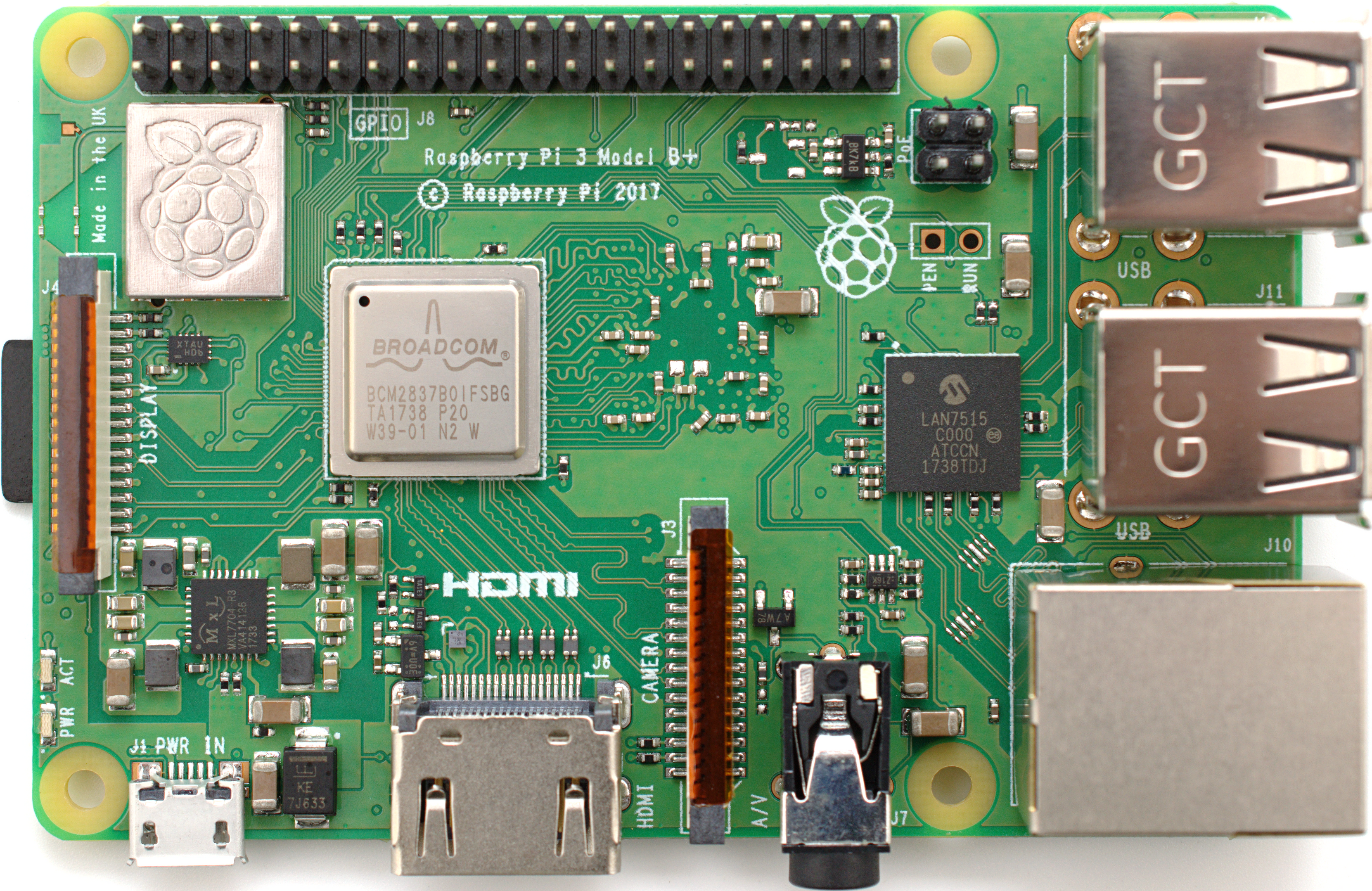
Raspberry Pi 3B+ uit 2018

Op Pi-dag 2018 verscheen model 3B+ met een snellere 1,4 GHz-processor en een 3 keer zo snel netwerk op basis van gigabit ethernet (300 Mbit/s) of 2,4/5 GHz dual band Wi-Fi (100 Mbit/s). Andere mogelijkheden zijn: Power over Ethernet (PoE), USB boot en network boot (een SD-kaart is niet meer verplicht). Dit laat het gebruik van de Pi toe op moeilijk bereikbare plaatsen (mogelijks zonder elektriciteit).
Behuizing: De led-indicators zijn aan de tegenovergestelde richting geplaatst t.o.v. de Raspberry Pi 2 (form factor past wel)

#### Raspberry Pi Compute Module
De Compute Module is geen singleboardcomputer. De Compute Module past in een SODIMM-slot en kan geprogrammeerd en getest worden met behulp van het Raspberry Pi IO-board voor de Compute Module. De Compute Module is bedoeld voor de ontwikkelaars van printplaten. Door een SODIMM-slot op een printplaat aan te brengen kan een Compute Module als verwisselbaar embedded system toegepast worden.

### Vierde generatie

#### Raspberry Pi 4
In 2019 werd de 4e generatie uitgebracht op basis van een quadcore met Cortex A72-cores met een kloksnelheid van 1,5GHz. Deze is volgens de makers drie keer zo krachtig als zijn voorganger, en bevat onder andere usb 3.0, wifi-ac en Gigabit Ethernet. De Raspberry was er in versies met 1GB, 2GB en 4GB RAM. In 2020 werd er een versie met 8GB aan het assortiment toegevoegd, De 1GB RAM-variant was een jaar geschrapt geweest, maar deze kwam terug in Q4 2021 wegens chiptekorten.
In 2022 is de 4e generatie nauwelijks leverbaar met bijkomende hoge prijzen.

#### Raspberry Pi 5

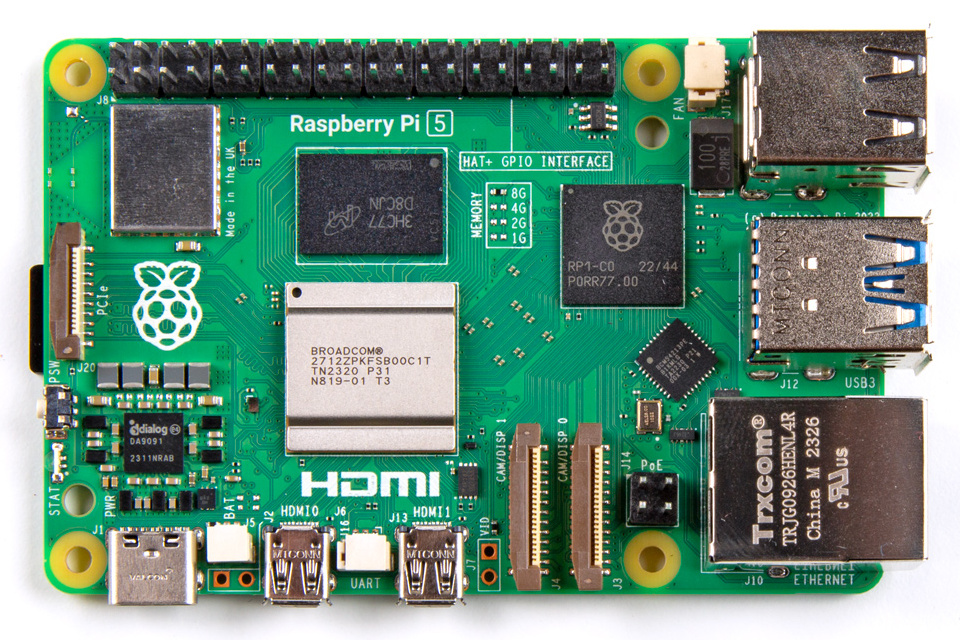
Raspberry Pi 5

Op 28 september 2023 werd de Pi 5 officieel aangekondigd met onder meer aanzienlijke verbeteringen in zowel hard- als software, die de Pi 5 ruim twee keer zo snel maken als de Pi 4. De Pi 5 werd in oktober 2023 uitgebracht.

### Microcontrollers

#### Raspberry Pi Pico

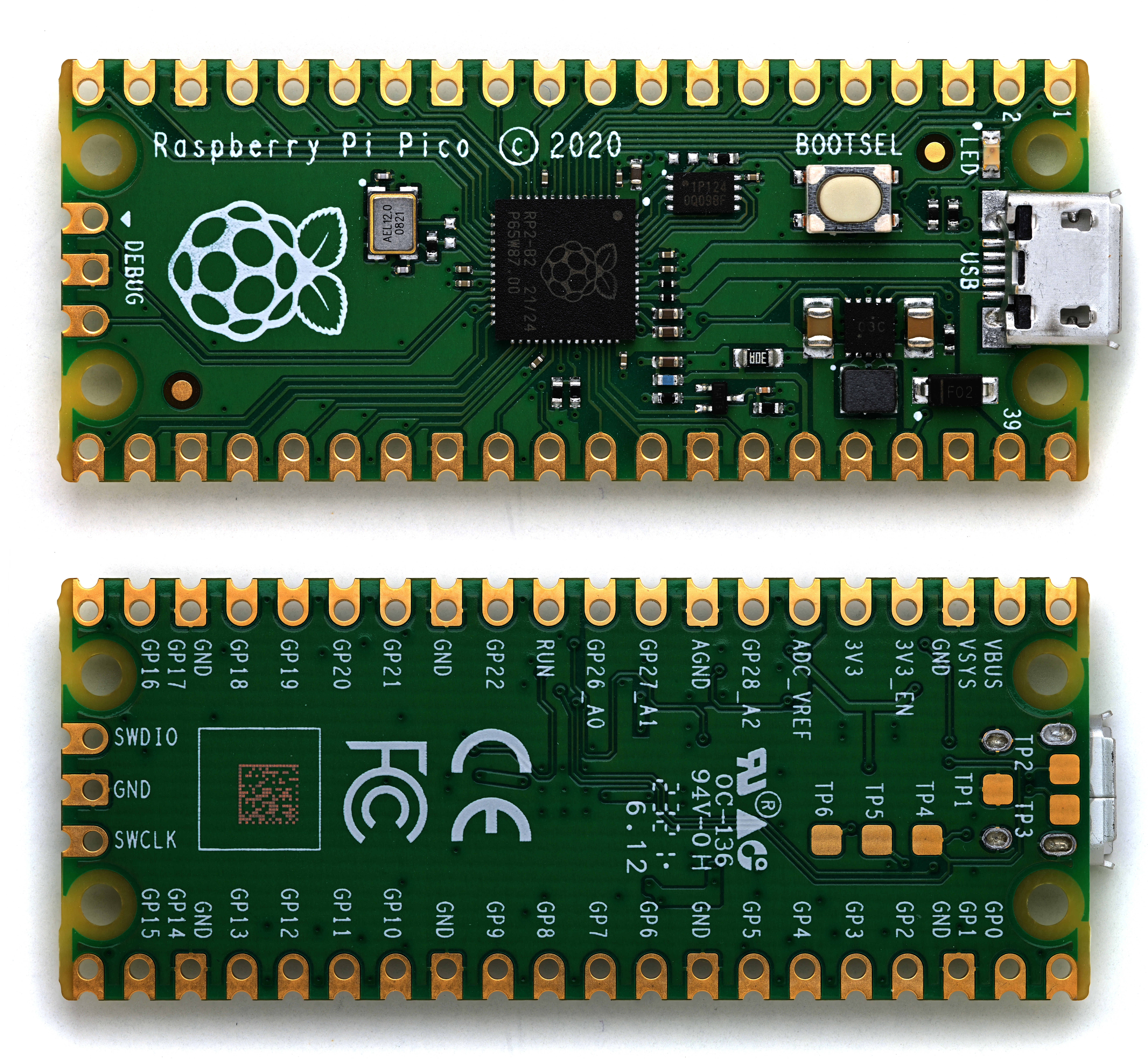
Raspberry Pi Pico

In januari 2021 is de Raspberry Pi Pico uitgebracht. Dit is een microcontrollerboard vergelijkbaar met Arduino. Het systeem werkt op basis van de op datzelfde moment uitgebrachte RP2040-microcontroller. Dit bordje werd geïntroduceerd met een prijs van slechts 4 dollar en is daarmee goedkoper dan alle andere voorgaande producten in de Raspberry Pi-serie. In tegenstelling tot de andere producten van de Raspberry Pi-foundation, draait op dit platform geen besturingssysteem, maar voert het rechtstreeks de code uit die op het flash-geheugen kan worden opgeslagen. De microcontroller kan worden geprogrammeerd in onder andere Rust, C/C++, MicroPython en Lisp.

## Besturingssystemen
Dit is een lijst met werkende besturingssystemen of live-systems die (deels) geporteerd zijn naar de Pi. Dit is nodig vanwege de ARM11-processor. Windows 10 werkt op de Pi 2. Daarnaast zijn er diverse Linuxdistributies beschikbaar, alsook Plan 9 en RISC OS. Het is ook mogelijk om besturingssystemen die niet voor de ARM-architectuur zijn ontwikkeld te installeren, zoals Windows 3.1, maar hiervoor is het noodzakelijk een emulatielaag zoals DOSBox te gebruiken boven op een van de onderstaande besturingssystemen.

### VolledigOS
- AROS
- Android 4.0/5.0 (Ice Cream Sandwich/Lollipop)
- Arch Linux ARM
- Debian Wheezy
- Fedora (ontwikkeling van de Pidora Raspberry Pi Fedora Remix is stopgezet)
- Firefox OS
- FreeBSD
- Gentoo Linux
- Google Chrome OS
- Kali Linux (voorheen BackTrack)
- NetBSD
- Open webOS
- OpenSUSE ARM
- Plan 9
- Raspberry Pi OS, voorheen Raspbian
- RaspBSD
- RISC OS
- Redsleeve Enterprise Linux 6 (CentOS 6-derivaat inclusief het meest uit EPEL maar zonder SELinux-ondersteuning)
- Slackware ARM (voorheen ARMedslack)
- SolydXK - SolydX RPI
- Suse Linux Enterprise Server ARM (64-bits)

### Lichte distributies voor meerdere doeleinden
- Moebius, een kleine ARM HF-distributie gebaseerd op Debian. Sinds versie 2 gebruikt Moebius eigen repository's. Moebius past op een 128MB-SD-kaart. Doordat er zeer weinig daemons draaien en door optimalisatie is het geheugengebruik zeer laag.
- Squeezed Arm Puppy, een versie van Puppy Linux voor de Raspberry Pi.
- DietPi, op Debian gebaseerd, laat toe om verschillende applicaties in enkele klikken te installeren.

### Lichte distributies voor specifieke doeleinden
- Instant WebKiosk, een browser-gebaseerd besturingssysteem
- IPFire
- OpenELEC
- LibreELEC
- Raspbmc
- Xbian
- Raspbx
- RISC OS Pico, alleen command-line-interface met basic
- Windows 10 IoT Core
- Domoticz, een besturingssysteem voor domotica
- MotionEyeOS, een kant en klaar besturingssysteem voor beveiligingscamera's met Motion en ingebouwde webserver
- Kerberos.io, een lichtgewicht, kant en klaar, opensource-beveiligingscamera.
- Volumio, hi-fi muziekplayer met veel hard- en software-uitbreidingsmogelijkheden.

## Specificaties
Model A/A+ en de Zero zijn iets eenvoudiger en hebben geen netwerkaansluiting. Model B/B+/2B hebben wel een netwerkaansluiting. Toch kan ook model A/A+ aan een (draadloos) netwerk gekoppeld worden via USB.
|                           | Raspberry Pi 1 | Raspberry Pi 1 | Raspberry Pi 1 | Raspberry Pi 1 | Raspberry Pi 1                                                                   | Raspberry Pi 1                                                                   | Raspberry Pi 1                                                                   | Raspberry Pi 2                                                                   | Raspberry Pi 3                                                                   | Raspberry Pi 3                                                                   | Raspberry Pi 4                                                                   |
| Model A                   | Model B | Model B+ | Model A+ | Compute Module | Zero                                                                             | Zero Wireless                                                                    | Model B                                                                          | Model B                                                                          | Model B+                                                                         | Model B                                                                          |                                                                                  |
| ------------------------- | --- | --- | --- | --- | -------------------------------------------------------------------------------- | -------------------------------------------------------------------------------- | -------------------------------------------------------------------------------- | -------------------------------------------------------------------------------- | -------------------------------------------------------------------------------- | -------------------------------------------------------------------------------- | -------------------------------------------------------------------------------- |
| Opmerkingen:              | | | | | Alle in- en uitgangen via 200-pin DDR2 SO-DIMM connector.                        | GPIO- en analoge video-aansluitingen zijn niet voorzien van pinnen               | GPIO- en analoge video-aansluitingen zijn niet voorzien van pinnen               |                                                                                  |                                                                                  | Power over Ethernet (PoE) ondersteuning (vereist PoE HAT)                        | Power over Ethernet (PoE) ondersteuning (vereist PoE HAT)                        |
| Richtprijs:               | $ 25 (£16) | $ 35 (£ 22) | $ 35 (£ 22) | $ 20 | $ 30                                                                             | $ 5                                                                              | $ 10                                                                             | $ 35 (£ 22)                                                                      | $ 35 (£ 22)                                                                      | $ 35 (£ 22)                                                                      | $ 35 (2GB RAM) $ 55 (4GB RAM) $ 75 (8GB RAM)                                     |
| SoC:                      | Broadcom BCM2835 (CPU + GPU + DSP)                                                                                        | Broadcom BCM2835 (CPU + GPU + DSP)                                                                                        | Broadcom BCM2835 (CPU + GPU + DSP)                                                                                        | Broadcom BCM2835 (CPU + GPU + DSP)                                                                                        | Broadcom BCM2835 (CPU + GPU + DSP)                                               | Broadcom BCM2835 (CPU + GPU + DSP)                                               | Broadcom BCM2835 (CPU + GPU + DSP)                                               | BCM2836                                                                          | BCM2837                                                                          | BCM2837B0                                                                        | BCM2711B0                                                                        |
| CPU:                      | 700 MHz ARM1176JZF-S core ARM11 (kan overgeklokt worden tot 1000 MHz (1 GHz)).                                            | 700 MHz ARM1176JZF-S core ARM11 (kan overgeklokt worden tot 1000 MHz (1 GHz)).                                            | 700 MHz ARM1176JZF-S core ARM11 (kan overgeklokt worden tot 1000 MHz (1 GHz)).                                            | 700 MHz ARM1176JZF-S core ARM11 (kan overgeklokt worden tot 1000 MHz (1 GHz)).                                            | 700 MHz ARM1176JZF-S core ARM11 (kan overgeklokt worden tot 1000 MHz (1 GHz)).   | 1000 MHz ARM1176JZF-S core.                                                      | 1000 MHz ARM1176JZF-S core.                                                      | Cortex-A7 (900 MHz, quad core)                                                   | Cortex-A53 (1,2 GHz, quad core)                                                  | Cortex-A53 (1,4 GHz, quad core)                                                  | Cortex-A72 (1,5 GHz, quad core)                                                  |
| GPU:                      | Broadcom VideoCore IV | Broadcom VideoCore IV | Broadcom VideoCore IV | Broadcom VideoCore IV | Broadcom VideoCore IV                                                            | Broadcom VideoCore IV                                                            | Broadcom VideoCore IV                                                            | Broadcom VideoCore IV                                                            | Broadcom VideoCore IV                                                            | Broadcom VideoCore IV                                                            | Broadcom VideoCore VI                                                            |
| Harde schijf:             | SD-kaart | SD-kaart | microSD-kaart | microSD-kaart | 4 GB eMMC flash memory chip, optioneel (Micro)SD-kaart                           | microSD-kaart                                                                    | microSD-kaart                                                                    | microSD-kaart                                                                    | microSD-kaart                                                                    | microSD-kaart                                                                    | microSD-kaart en usb flash drive                                                 |
| Geheugen (SDRAM):         | 256 MiB gedeeld met GPU                                                                                                   | 512 MiB (256 MiB voor 15 oktober 2012) gedeeld met GPU                                                                    | 512 MiB gedeeld met GPU                                                                                                   | 256 MiB gedeeld met GPU                                                                                                   | 512 MiB gedeeld met GPU                                                          | 512 MiB gedeeld met GPU                                                          | 512 MiB gedeeld met GPU                                                          | 1024 MiB gedeeld met GPU                                                         | 1024 MiB gedeeld met GPU                                                         | 1024 MiB gedeeld met GPU                                                         | 1024 MiB LPDDR4 2048 MiB LPDDR4 4096 MiB LPDDR4 Gedeeld met GPU                  |
| USB 2.0-poorten:          | 1 | 2 (via geïntegreerde USB-hub)                                                                                             | 4 (via geïntegreerde USB-hub)                                                                                             | 1 | 1                                                                                | 1 micro-USB                                                                      | 1 micro-USB                                                                      | 4 (via geïntegreerde USB-hub)                                                    | 4 (via geïntegreerde USB-hub)                                                    | 4 (via geïntegreerde USB-hub)                                                    | 2                                                                                |
| USB 3.0-poorten           | Geen | Geen | Geen | Geen | Geen                                                                             | Geen                                                                             | Geen                                                                             | Geen                                                                             | Geen                                                                             | Geen                                                                             | 2                                                                                |
| Analoog video-uitgang:    | Composite RCA (PAL en NTSC)                                                                                               | Composite RCA (PAL en NTSC)                                                                                               | Composite (PAL en NTSC) op vierpolige 3,5mm-jack (gedeeld met audio)                                                      | Composite (PAL en NTSC) op vierpolige 3,5mm-jack (gedeeld met audio)                                                      | Composite (PAL en NTSC)                                                          | Composite (PAL en NTSC)                                                          | Composite (PAL en NTSC)                                                          | Composite (PAL en NTSC) op vierpolige 3,5mm-jack (gedeeld met audio)             | Composite (PAL en NTSC) op vierpolige 3,5mm-jack (gedeeld met audio)             | Composite (PAL en NTSC) op vierpolige 3,5mm-jack (gedeeld met audio)             | Composite (PAL en NTSC) op vierpolige 3,5mm-jack (gedeeld met audio)             |
| Digitaal video-uitgangen: | HDMI (rev. 1.3 & 1.4), lcd via DSI. 14 HDMI resoluties van 640×350 tot 1920×1200 met nog enkele PAL- en NTSC-standaarden. | HDMI (rev. 1.3 & 1.4), lcd via DSI. 14 HDMI resoluties van 640×350 tot 1920×1200 met nog enkele PAL- en NTSC-standaarden. | HDMI (rev. 1.3 & 1.4), lcd via DSI. 14 HDMI resoluties van 640×350 tot 1920×1200 met nog enkele PAL- en NTSC-standaarden. | HDMI (rev. 1.3 & 1.4), lcd via DSI. 14 HDMI resoluties van 640×350 tot 1920×1200 met nog enkele PAL- en NTSC-standaarden. | HDMI, 2× MIPI display interface (DSI), lcd via DSI                               | mini-HDMI                                                                        | mini-HDMI                                                                        | HDMI, lcd via DSI.                                                               | HDMI, lcd via DSI.                                                               | HDMI, lcd via DSI.                                                               | 2x Micro-HDMI, lcd via DSI                                                       |
| Audio-uitgangen:          | driepolige 3,5mm-jack, HDMI                                                                                               | driepolige 3,5mm-jack, HDMI                                                                                               | vierpolige 3,5mm-jack (gedeeld met composite video), HDMI                                                                 | vierpolige 3,5mm-jack (gedeeld met composite video), HDMI                                                                 | Analoog, HDMI, I²S                                                               | mini-HDMI                                                                        | mini-HDMI                                                                        | vierpolige 3,5mm-jack (gedeeld met composite video), HDMI                        | vierpolige 3,5mm-jack (gedeeld met composite video), HDMI                        | vierpolige 3,5mm-jack (gedeeld met composite video), HDMI                        | vierpolige 3,5mm-jack (gedeeld met composite video), HDMI                        |
| Video-ingangen:           | 15-pin MIPI camera interface (CSI) connector                                                                              | 15-pin MIPI camera interface (CSI) connector                                                                              | 15-pin MIPI camera interface (CSI) connector                                                                              | 15-pin MIPI camera interface (CSI) connector                                                                              | 2× MIPI camera interface (CSI)                                                   | 15-pin MIPI camera interface (CSI) connector (geen t/m rev 1.2)                  | 15-pin MIPI camera interface (CSI) connector                                     | 15-pin MIPI camera interface (CSI) connector                                     | 15-pin MIPI camera interface (CSI) connector                                     | 15-pin MIPI camera interface (CSI) connector                                     | 15-pin MIPI camera interface (CSI) connector                                     |
| Netwerk:                  | Geen | 10/100 ethernet | 10/100 ethernet | Geen | Geen                                                                             | Geen                                                                             | 802.11n Wireless LAN                                                             | 10/100 ethernet                                                                  | 10/100 ethernet, 802.11n Wireless LAN                                            | Gigabit ethernet (max. 300 Mbps doorvoer), 802.11b/g/n/ac Wireless LAN           | Gigabit ethernet 802.11b/g/n/ac Wireless LAN                                     |
| Overige aansluitingen:    | | | | |                                                                                  |                                                                                  | Bluetooth 4.0 & Bluetooth Low Energy (BLE)                                       |                                                                                  | Bluetooth 4.0 & Bluetooth Low Energy (BLE)                                       | Bluetooth 4.2 & Bluetooth Low Energy (BLE)                                       | Bluetooth 5.0 & Bluetooth Low Energy (BLE)                                       |
| Energiegebruik:           | 140-200 mA (0,7-1 W) | 360-420 mA (1,8-2,1 W) | 200-240 mA (1-1,2 W) | 100-140 mA (0,5-0,7 W) | 100-140 mA (0,5-0,7 W)                                                           | 100-140 mA (0,5-0,7 W)                                                           |                                                                                  | 230-290 mA (1,15-1,45 W)                                                         | 230-290 mA (1,15-1,45 W)                                                         |                                                                                  |                                                                                  |
| Stroomvoorziening:        | 5 V via micro-USB of GPIO-header                                                                                          | 5 V via micro-USB of GPIO-header                                                                                          | 5 V via micro-USB of GPIO-header                                                                                          | 5 V via micro-USB of GPIO-header                                                                                          | 5 V                                                                              | 5 V via micro-USB of GPIO-header                                                 | 5 V via micro-USB of GPIO-header                                                 | 5 V via micro-USB of GPIO-header                                                 | 5 V via micro-USB of GPIO-header                                                 | 5 V/2.4 A via micro-USB of GPIO-header                                           | 5V / 3.0 A via USB type C of GPIO header                                         |
| Console:                  | Micro-USB-kabel of seriële kabel van Adafruit met optionele GPIO power connector                                          | Micro-USB-kabel of seriële kabel van Adafruit met optionele GPIO power connector                                          | Micro-USB-kabel of seriële kabel van Adafruit met optionele GPIO power connector                                          | Micro-USB-kabel of seriële kabel van Adafruit met optionele GPIO power connector                                          | Micro-USB-kabel of seriële kabel van Adafruit met optionele GPIO power connector | Micro-USB-kabel of seriële kabel van Adafruit met optionele GPIO power connector | Micro-USB-kabel of seriële kabel van Adafruit met optionele GPIO power connector | Micro-USB-kabel of seriële kabel van Adafruit met optionele GPIO power connector | Micro-USB-kabel of seriële kabel van Adafruit met optionele GPIO power connector | Micro-USB-kabel of seriële kabel van Adafruit met optionele GPIO power connector | Micro-USB-kabel of seriële kabel van Adafruit met optionele GPIO power connector |

## Mogelijkheden
De meest gebruikte toepassingen van de Raspberry Pi zijn als:
- Bestandsserver of NAS
- Mailserver
- Advertentieblokkerende Domain Name System (DNS)-server door middel van PI-hole[64]
- Retro-gamesysteem door middel van emulators
- Home Theater PC (HTPC)
- Asterisk PBX SIP-telefooncentrale
- Bitcoin Node
- Lightning Network Node 2de layer-oplossing boven op het Bitcoin-protocol

De Raspberry Pi is daarnaast nog voor veel meer doeleinden toepasbaar. Een paar voorbeelden:
Greg Holloway, geestelijk vader van de FishPi, wil een op afstand bestuurbaar bootje, aangestuurd door een Raspberry Pi, de Atlantische Oceaan laten overvaren om zo wetenschappelijke informatie te verzamelen.
Een team van de Universiteit van Southampton onder leiding van professor Simon Cox bouwde met behulp van 64 Raspberry Pi's een supercomputer. De supercomputer beschikt over één terabyte schijfruimte (16 GB per Raspberry), kostte niet meer dan 2.500 pond en kan in tegenstelling tot de meeste supercomputers uit een normaal stopcontact worden gevoed. De behuizing is gebouwd van LEGO door de zesjarige zoon van Cox.
Andere zaken die van een Pi zijn gemaakt:
- Een volautomatische kattenvoeder
- Een gitaarstemmer
- Een op afstand bedienbare garagedeuropener
- Een automatische tap die zelf drankjes mixt
- Slimme fietsverlichting die ook de snelheid kan meten